# Lonchotura peruviana
Lonchotura peruviana är en fjärilsart som beskrevs av Erich Martin Hering 1928. Lonchotura peruviana ingår i släktet Lonchotura och familjen Sematuridae. Inga underarter finns listade i Catalogue of Life.